# Las voces bajas
Las voces bajas (Alfaguara, 2012) es una novela de Manuel Rivas, publicada originalmente en gallego por Edicións Xerais bajo el título As voces baixas (2012), y traducida por su autor.

## Argumento
El libro presenta una biografía sentimental de Manuel Rivas y de la realidad coruñesa que vivió durante su infancia y juventud (Monte Alto y Castro de Elviña, principalmente) acompañado en todo momento por su hermana María, donde reconstruye la historia de terceras personas (familiares, vecinos, lavanderas, costureras, zapateros...) que conforman, todas ellas, las voces bajas que dan título a la obra.

## Personajes principales
- María Rivas: hermana del narrador, el propio Manuel Rivas.
- Carmiña Barrós: madre del narrador.
- Manuel Rivas: padre del narrador.

## Temas y estilo literario
- Temas abordados en la obra: memorias de infancia, franquismo y represión, relaciones familiares, oficios tradicionales.
- Estilo narrativo: autoficción y prosa poética.

## Premios
- Premio Fervenzas Literarias al mejor libro de narrativa gallega para adultos en 2012.[2]

## Otras traducciones
- Al inglés (2017), y al árabe (2021)[3]